# Cascades Farin Ruwa
Les cascades Farin Ruwa són unes cascades que es troben a la regió central de Nigèria. Es troben entre les cascades més altes de Nigèria. Són significatives entre les cascades d'Àfrica quan es considera l'alçada total coberta per la cascada.
Durant el seu descens des de l'altiplà de Jos, l'aigua cau des d'una altura total d'uns 150 metres. Aquesta caiguda és més gran en comparació amb les caigudes més populars de les cascades Victòria, que baixen 108 metres durant el seu descens.

## Ubicació
Farin Ruwa falls es troba a l'àrea de desenvolupament de Farin Ruwa, sota l'àrea de Govern Local de Wamba de l'estat de Nasarawa. Les cascades es troben al llarg de la frontera entre l'estat de Plateau i l'estat de Nasarawa, sota les àrees de Govern Local de Bokkos i Wamba dels dos estats.
Les cascades tenen la seva font a l'altiplà de Jos, a l'àrea de Govern Local de Bokkos de l'estat de Plateau.
Les caigudes van ser descobertes pels governants colonials britànics de Nigèria durant la dècada del 1950. Es va establir un Rest House a Gur Hill, al poble de Marhai, prop de les cascades, per explotar-la comercialment. Per protegir el seu ric patrimoni, l'administració colonial ho va publicar i va nomenar a la zona Reserva Forestal de Marhai. No obstant això, malgrat aquest desenvolupament primerenc, Farin Ruwa va ser oblidada fins a la creació de l'estat de Nasarawa en 1996.
Les cascades es troben a uns 120 km de Lafia, la capital de l'estat de Nasarawa, i a 30 km de la ciutat de Wamba.

## El nom Farin Ruwa
«Farin Ruwa» és una paraula de la llengua haussa que significa «aigua blanca». Farin Ruwa és una descripció de la naturalesa d'aquests salts d'aigua feta pels habitants locals de la zona de Farin Ruwa.
L'alçada coberta durant el descens de l'aigua és molt gran, de manera que l'aigua descendent s'estavella durant el seu descens pel cingle de l'altiplà de Jos. L'aigua de les cascades canvia gradualment durant el seu descens a color blanc a causa de l'alçada dels salts d'aigua. Com a resultat d'això, des de la distància es pot veure com surt un fum blanc a la zona muntanyosa on es troben les cascades. Aquests fet va fer que els habitants de la zona l'anomenessin Farin Ruwa.

## El medi ambient i clima
La naturalesa muntanyosa de la regió que envolta les afores de Farin Ruwa provoca fortes precipitacions dels núvols que passen per la regió durant la temporada de pluges de març a novembre. A conseqüència d'això, hi ha un augment del volum d'aigua de les cascades durant la temporada de pluges. Les muntanyes que envolten les cascades estan la vora de l'altiplà de Jos.
Hi ha una disminució del volum d'aigua de les cascades durant l'estació seca, de desembre a març. Però és per poc temps, ja que les caigudes recuperen el seu volum d'aigua durant la temporada de pluges.

## Les pobres instal·lacions turístiques
La indústria del turisme a Nigèria segueix sent una indústria en desenvolupament. No s'ha fet molt per obrir o mostrar les cascades al món. Aquest factor ha donat lloc al baix nivell de les activitats turístiques al voltant de les cascades. Però hi ha plans per desenvolupar tot el potencial de les cascades.